# Montevista
Montevista es un municipio filipino de la provincia de Dávao de Oro.

## Barangayes
Está subdividido en 20 barangayes.
| - Banagbanag - Banglasán - Bankerohán del Norte - Bankerohán del Sur - Camansi | - Camantangán - Concepción - Daumán - Canidkid - Líbano | - Linoán - Mayaón - Nueva Calape - Nueva Dalaguete - Nueva Cebulán de Sambayón | - Nuevas Visayas - Prosperidad - San José - San Vicente - Tapia |

## Historia
Municipio creado el 18 de junio de 1966 con sede en el barrio de San José y formado por los siguientes lugares:
- De Nabunturan los barrios de San José y Bankerohán y parte de Linoán.
- De Compostela el barrio de Nuevas Visayas y parte de Siocón.
- De Moncayo el barrio de Bankerohán y parte de Olaycón.
- De Asunción parte del barrio de Camansa.
- De Nueva Corella parte del barrio de Camansi.
- Sitios de Nuevo Tibungco, Nuevo Dalaguete, Camantangán, Mayaón, Maputi, Sambayón, Sayoro, San Vicente, Inabatán, Tapia, Nueva Calape, Canidkid, Baguinonán, Daomán, Alimadmad, Tandaguán y nuevo Tubigón.

"...The boundary which shall separate the Municipality of Montevista from the mother municipalities of Nabunturan, Compostela, Monkayo, Asuncion and New Corella shall be:
 beginning from Casangay Bridge in Barrio Linoan, Municipality of Nabunturan, at Km. 96 along the Davao-Agusan Highway, running west up to the intersection of Saug River and Pongtod Creek at Barrio Camansa, Municipality of Asuncion;
 thence running northward along the east side of the Saug River up to Barrio Camansi, Municipality of New Corella;
 thence running through a straight imaginary line to Sitio Monte Alto, Barrio Camansi;
 thence to the Concrete Box Culvert of Small Olaycon Creek, Barrio Olayco, Municipality of Monkayo, at Km. 111 along the Davao-Agusan Highway;
 thence to Sitio Tandawan, Barrio New Visayas, Municipality of Compostela, where it intersects the Compostela-Monkayo boundary line;
 thence running southward up to the Point where it intersects the Compostela-Nabunturan boundary line in Barrio Siocon opposite the mouth of the Casangay Creek at Manat River;
 and then running west up to Casangay Bridge at Km. 96 along the Davao-Agusan Highway, Municipality of Nabunturan..."
REPUBLIC ACT NO. 4808

Hasta 1988 Montevista formaba parte de la provincia de Dávao del Norte, pasando entonces a formar parte de la nueva provincia de Valle de Compostela.